# Ugo Dossi
Pour les articles homonymes, voir Dossi.
Ugo Dossi , né le 1er novembre 1943 à Munich (Allemagne), est un artiste peintre allemand.

## Biographie

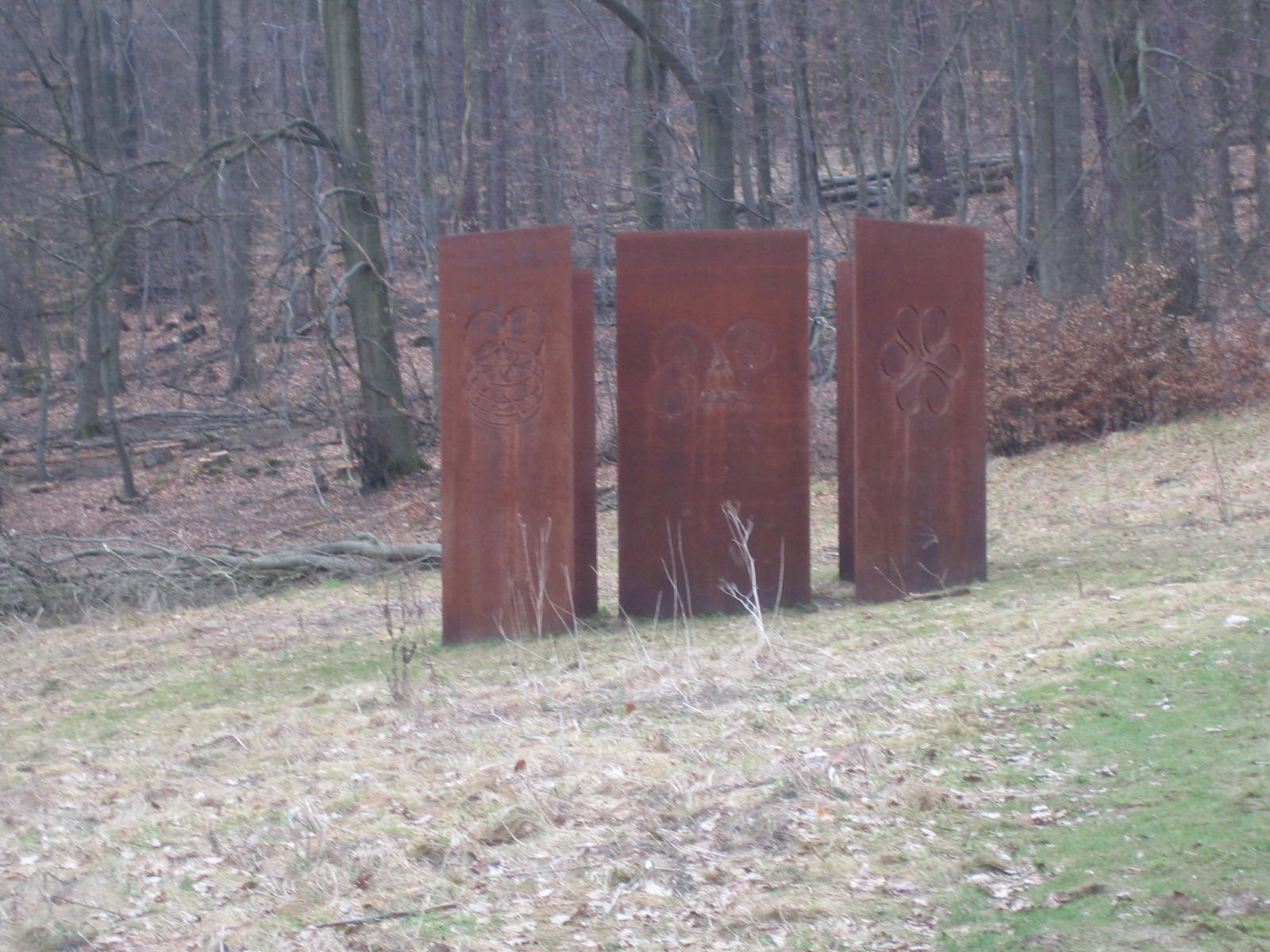
Sculpture (Künstler-Nekropole nécropole de l'artiste) à Cassel).

## Prix
- 1978 : Prix de la Fondation Gabriele Münter
- 1979 : Prix des Beaux-Arts de la ville de Munich
- 1991 : Risch-Art Art Prize, Munich
- 1989 : Prix d'art Glockengasse, Cologne
- 2008 : Prix Erich Hauser de la Erich Hauser Art Foundation, Rottweil[1]

## Littérature
- Manfred Schneckenburger, Ugo Dossi  [et al.], Dem höheren Zweck. Retrospektive Ugo Dossi 1965–1990, Hagen Verlag, München, 1990,  (ISBN 3-928-11401-8).
- Susanne Wedewer, Ugo Dossi, Heraldik des Unterbewussten, in: Künstler, Kritisches Lexikon der Gegenwartskunst. Ausgabe 28. WB-Verlag, München, 1994,  (ISSN 0934-1730).
- Andrea Hofmann, [et al.], Ugo Dossi. Ultra-Marin. Fink, Lindenberg, 1997,  (ISBN 3-931-82040-8).
- Manfred Schneckenburger, Ugo Dossi. Reset. Museums- und Kunstverein Osnabrück, Osnabrück, 2007,  (ISBN 978-3-926235-29-9).
- Ulrike Fuchs: Dossi, Ugo. In: Allgemeines Künstlerlexikon. Die Bildenden Künstler aller Zeiten und Völker (AKL). Band 29, Saur, München u. a. 2001,  (ISBN 3-598-22769-8), p. 157.